# David S. Rosenthal
David S. Roshental (1968) è uno sceneggiatore e produttore televisivo statunitense.
David è noto per aver sostituito Amy e Daniel Palladino nella produzione dell'ultima stagione della serie televisiva Una mamma per amica. È stato inoltre un produttore delle sitcom Hope & Faith ed Ellen.
Nell'arco di un anno, David passo dall'essere assistente alla produzione di Anything but Love a sceneggiatore della stessa serie e due anni dopo divenne capo della sceneggiatura di Ellen, posto che mantenne per tre anni prima di essere licenziato. Dopo un anno di progettazioni per Jeffrey Katzenberg, David venne assunto come sceneggiatore della sitcom Spin City e in breve ne divenne lo showrunner.
Il 27 marzo 1999 sposò la sceneggiatrice di Spin City, Sarah Dunn, e firmò un contratto da 2,5 milioni di dollari con la Fox Broadcasting Company. In seguito David divorziò da Sarah Dunn e lasciò Spin City focalizzando la sua attenzione su un nuovo programma incentrato sulla supermodella Heidi Klum

## Filmografia
- Men in Trees (2007)
- Una mamma per amica ("Gilmore Girls") (2006-2007)
- Hope & Faith (2004-2005)
- Good Morning, Miami (2002)
- Spin City (1996)
- Ellen (1994-1996)

### Sceneggiatore
- Men in Trees (2008)
- Una mamma per amica ("Gilmore Girls") (2005-2007)
- Hope & Faith (2003-2005)
- Good Morning, Miami (2002)
- Arsenio (1997)
- Ellen (1994-1996)

### Regista
- Spin City (2000)